# Келли, Дэвид (дипломат)
Дэвид В. Келли (англ. David Victor Kelly, 14 сентября 1891, Колледж-Парк — 1959, Инч (Уэксфорд), Ирландия) — британский дипломат, посол.
Кавалер ордена Святого Михаила и Святого Георгия.
Сын профессора классики Дэвида Ф. Келли (David Frederick Kelly, 1847—1894) и Софи Армстронг .
Окончил Оксфорд.
На дипломатической службе с 1919 года.
В 1940—1942 годах посол Великобритании в Швейцарии.
В 1942—1944 годах посол Великобритании в Аргентине.
В 1946—1949 годах представитель Великобритании в Турции.
В 1949—1951 годах посол Великобритании в СССР.
C 1951 года в отставке.